# La Tardière
La Tardière ist eine ehemalige französische Gemeinde mit 1.348 Einwohnern (Stand: 1. Januar 2022) im Département Vendée in der Region Pays de la Loire. Sie gehörte zum Arrondissement Fontenay-le-Comte und zum Kanton La Châtaigneraie. Die Einwohner werden Tardiérois und Tardiéroises bzw. Outardien und Outardiennes genannt.
Der Erlass vom 16. Dezember 2022 legte mit Wirkung zum 1. Januar 2023 die Eingliederung von La Tardière als Commune déléguée zusammen mit den früheren Gemeinden Breuil-Barret und La Chapelle-aux-Lys zur neuen Commune nouvelle Terval fest.

## Geographie
La Tardière liegt etwa 52 Kilometer östlich von La Roche-sur-Yon.
Umgeben wird La Tardière von den Nachbargemeinden und der Commune déléguée:
|                         |                                             | Saint-Pierre-du-Chemin           |
| Cheffois                | Kompassrose, die auf Nachbargemeinden zeigt | Breuil-Barret (Commune déléguée) |
| Saint-Maurice-le-Girard | La Châtaigneraie                            |                                  |

## Bevölkerungsentwicklung

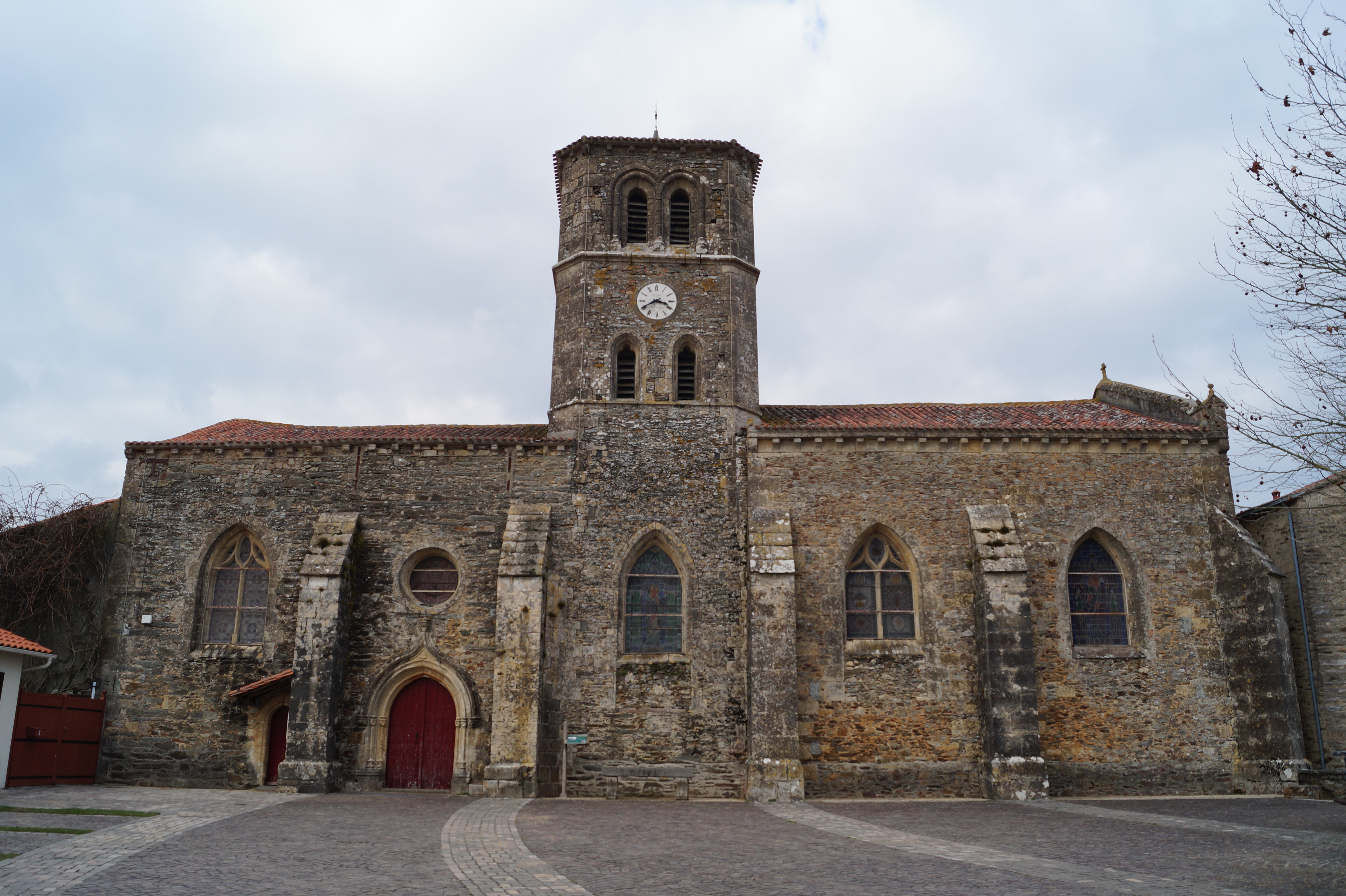
Kirche Saint-Quitterie

| La Tardière: Einwohnerzahlen von 1793 bis 2016                                                                             | La Tardière: Einwohnerzahlen von 1793 bis 2016 | La Tardière: Einwohnerzahlen von 1793 bis 2016 | La Tardière: Einwohnerzahlen von 1793 bis 2016 | La Tardière: Einwohnerzahlen von 1793 bis 2016 |
| --- | ---------------------------------------------- | ---------------------------------------------- | ---------------------------------------------- | ---------------------------------------------- |
| Jahr |                                                |                                                |                                                | Einwohner                                      |
| 1793 | 1793                                           |                                                | 1.200                                          | 1.200                                          |
| 1800 | 1800                                           |                                                | 908                                            | 908                                            |
| 1806 | 1806                                           |                                                | 1.001                                          | 1.001                                          |
| 1821 | 1821                                           |                                                | 1.116                                          | 1.116                                          |
| 1831 | 1831                                           |                                                | 1.119                                          | 1.119                                          |
| 1836 | 1836                                           |                                                | 1.158                                          | 1.158                                          |
| 1841 | 1841                                           |                                                | 1.168                                          | 1.168                                          |
| 1846 | 1846                                           |                                                | 1.210                                          | 1.210                                          |
| 1851 | 1851                                           |                                                | 1.223                                          | 1.223                                          |
| 1856 | 1856                                           |                                                | 1.276                                          | 1.276                                          |
| 1861 | 1861                                           |                                                | 1.212                                          | 1.212                                          |
| 1866 | 1866                                           |                                                | 1.238                                          | 1.238                                          |
| 1872 | 1872                                           |                                                | 1.250                                          | 1.250                                          |
| 1876 | 1876                                           |                                                | 1.328                                          | 1.328                                          |
| 1881 | 1881                                           |                                                | 1.330                                          | 1.330                                          |
| 1886 | 1886                                           |                                                | 1.458                                          | 1.458                                          |
| 1891 | 1891                                           |                                                | 1.396                                          | 1.396                                          |
| 1896 | 1896                                           |                                                | 1.336                                          | 1.336                                          |
| 1901 | 1901                                           |                                                | 1.289                                          | 1.289                                          |
| 1906 | 1906                                           |                                                | 1.239                                          | 1.239                                          |
| 1911 | 1911                                           |                                                | 1.176                                          | 1.176                                          |
| 1921 | 1921                                           |                                                | 1.029                                          | 1.029                                          |
| 1926 | 1926                                           |                                                | 1.056                                          | 1.056                                          |
| 1931 | 1931                                           |                                                | 1.064                                          | 1.064                                          |
| 1936 | 1936                                           |                                                | 1.025                                          | 1.025                                          |
| 1946 | 1946                                           |                                                | 968                                            | 968                                            |
| 1954 | 1954                                           |                                                | 993                                            | 993                                            |
| 1962 | 1962                                           |                                                | 986                                            | 986                                            |
| 1968 | 1968                                           |                                                | 935                                            | 935                                            |
| 1975 | 1975                                           |                                                | 1.032                                          | 1.032                                          |
| 1982 | 1982                                           |                                                | 1.276                                          | 1.276                                          |
| 1990 | 1990                                           |                                                | 1.335                                          | 1.335                                          |
| 1999 | 1999                                           |                                                | 1.182                                          | 1.182                                          |
| 2006 | 2006                                           |                                                | 1.216                                          | 1.216                                          |
| 2011 | 2011                                           |                                                | 1.302                                          | 1.302                                          |
| 2016 | 2016                                           |                                                | 1.304                                          | 1.304                                          |
| Quelle(n): EHESS/Cassini bis 1999, INSEE ab 2006 Anmerkung(en): Ab 1962 offizielle Zahlen ohne Einwohner mit Zweitwohnsitz |                                                |                                                |                                                |                                                |

## Sehenswürdigkeiten
- Kirche Saint-Quitterie
- Kapelle La Brossadière

## Städtepartnerschaften
La Tardière unterhält zusammen mit La Châtaigneraie eine Städtepartnerschaft mit Birkenfeld-Billingshausen im Landkreis Main-Spessart (Bayern).